# Santa Anna de Mediona
Santa Anna de Mediona és una església de Mediona (Alt Penedès) inclosa a l'Inventari del Patrimoni Arquitectònic de Catalunya.

## Descripció
La capella de Sant Anna està situada al costat d'una masia que rep el mateix nom, a la sortida del congost del riu Bitlles cap al Penedès. Es tracta d'un edifici d'una sola nau sense absis amb coberta de teula de dues vessants. A l'interior, unes arcades diafragma ogivals suporten l'embigat de fusta. El portal és allindat, i la façana es corona amb campanar d'espadanya.